# زوراب كيزانيشفيلي
زوراب كيزانيشفيلي، من مواليد 6 أكتوبر 1981 في تبليسي في جورجيا، لاعب كرة قدم جورجي.
بدأ مسيرته الكروية مع نادي دينامو تبليسي، وبعدها انتقل إلى نادي تبليسي، ولعب معهم حتى عام 2000، وفي موسم 2000/2001 انتقل إلى نادي لوكوموتيف تبليسي، وفي عام 2001 انتقل إلى نادي دندني الإسكتلندي، ولعب معهم حتى عام 2003، وشارك معهم في 43 مباراة، وفي عام 2003 انتقل إلى نادي رينجرز الإسكتلندي، ولعب معهم حتى عام 2006، وشارك معهم في 42 مباراة، وفي موسم 2005/2006 أعير إلى نادي بلاكبيرن روفرز الإنجليزي، ولعب معهم 26 مباراة وسجل هدف واحد، ومنذ عام 2006 وهو يلعب مع نادي بلاكبيرن روفرز الإنجليزي.
و هو يلعب مع منتخب جورجيا لكرة القدم.

## روابط خارجية
- زوراب كيزانيشفيلي على موقع الاتحاد الدولي (مؤرشف)  (الإنجليزية)
- زوراب كيزانيشفيلي على موقع اتحاد تركيا (لاعب) (الإنجليزية)
- زوراب كيزانيشفيلي على موقع قاعدة بيانات كرة القدم.إي يو (الإنجليزية)
- زوراب كيزانيشفيلي على موقع ليكيب (الفرنسية)
- زوراب كيزانيشفيلي على موقع ناشيونال فوتبول تيمز (الإنجليزية)
- زوراب كيزانيشفيلي على موقع Soccerbase.com (لاعب) (الإنجليزية)
- زوراب كيزانيشفيلي على موقع Soccerway.com (الإنجليزية)
- زوراب كيزانيشفيلي على موقع عالم كرة القدم.نت (الإنجليزية)
- زوراب كيزانيشفيلي على موقع كووورة